# Classe Bir Anzarane
La classe Bir Anzarane è una classe di pattugliatore d'altura della Regia marina del Marocco progettata da Raidco Marine e costruita a STX France (Chantiers de l'Atlantique) a Lorient in Francia.

## Caratteristiche generali
La classe Bir Anzarane ha una lunghezza di 70 metri e una larghezza di 11 metri, un dislocamento di 800 tonnellate e un equipaggio di 64 uomini e può ospitare sei passeggeri.
L'apparato motore è costituito da due motori diesel Wärtsilä 12V26 (8,16 MW) in grado di generare una potenza complessiva di 5 500 cv che consentono una velocità massima di 22 nodi. 
Ha un raggio d'azione di 4200 miglia nautiche a 12 nodi o 15 giorni circa di permanenza in mare. La dotazione elettronica comprende il radar di ricerca di superficie DECCA Bridgemaster II.

## Operazioni
La nave Bir Anzarane è destinata principalmente alle missioni di sorveglianza di coste e Zona Economica Esclusiva del regno del Marocco, al contrasto del traffico di clandestini, di armi e del contrabbando di stupefacenti.

## Il nome
La nave porta il nome della battaglia di Bir Anzarane, combattuta tra i ribelli del Fronte Polisario e le forze armate reali del Marocco nel 1979, in cui i soldati marocchini si sono comportati eroicamente. 
Più di 3.000 soldati e 500 veicoli del Polisario attaccarono il presidio di Bir Anzarane, il distaccamento del tenente colonnello Mohamed Ghoujdami composto da 300 soldati marocchini; la battaglia si concluse con la sconfitta dei ribelli del Fronte Polisario. Grazie al suo comportamento, il tenente colonnello Mohamed Ghoujdami fu definito: « Nouveau renard du Désert »  «la nuova volpe del deserto» da Paris Match nel 1979. Oggi la battaglia di Bir Anzarane è studiata in numerose accademie militari di tutto il mondo..

## Unità della Regia marina del Marocco
La Bir Anzarane è la prima di una serie che comprende altre tre unità più due in opzione: 
| Marine royale - Classe Bir Anzarane | Marine royale - Classe Bir Anzarane | Marine royale - Classe Bir Anzarane | Marine royale - Classe Bir Anzarane | Marine royale - Classe Bir Anzarane | Marine royale - Classe Bir Anzarane | Marine royale - Classe Bir Anzarane | Marine royale - Classe Bir Anzarane |
| Immagine                            | matricola                           | Nome                                | Base operativa                      | Impostazione                        | Varo                                | Entrata in servizio                 | Stato                               |
| ----------------------------------- | ----------------------------------- | ----------------------------------- | ----------------------------------- | ----------------------------------- | ----------------------------------- | ----------------------------------- | ----------------------------------- |
|                                     | P-341                               | Bir Anzarane                        | Casablanca                          | 2008                                | 2010                                | 2011                                | In servizio                         |
|                                     | P-342                               |                                     |                                     |                                     |                                     |                                     | In costruzione                      |
|                                     | P-343                               |                                     |                                     |                                     |                                     |                                     | In costruzione                      |
|                                     | P-344                               |                                     |                                     |                                     |                                     |                                     | In costruzione                      |

## Galleria d'immagini

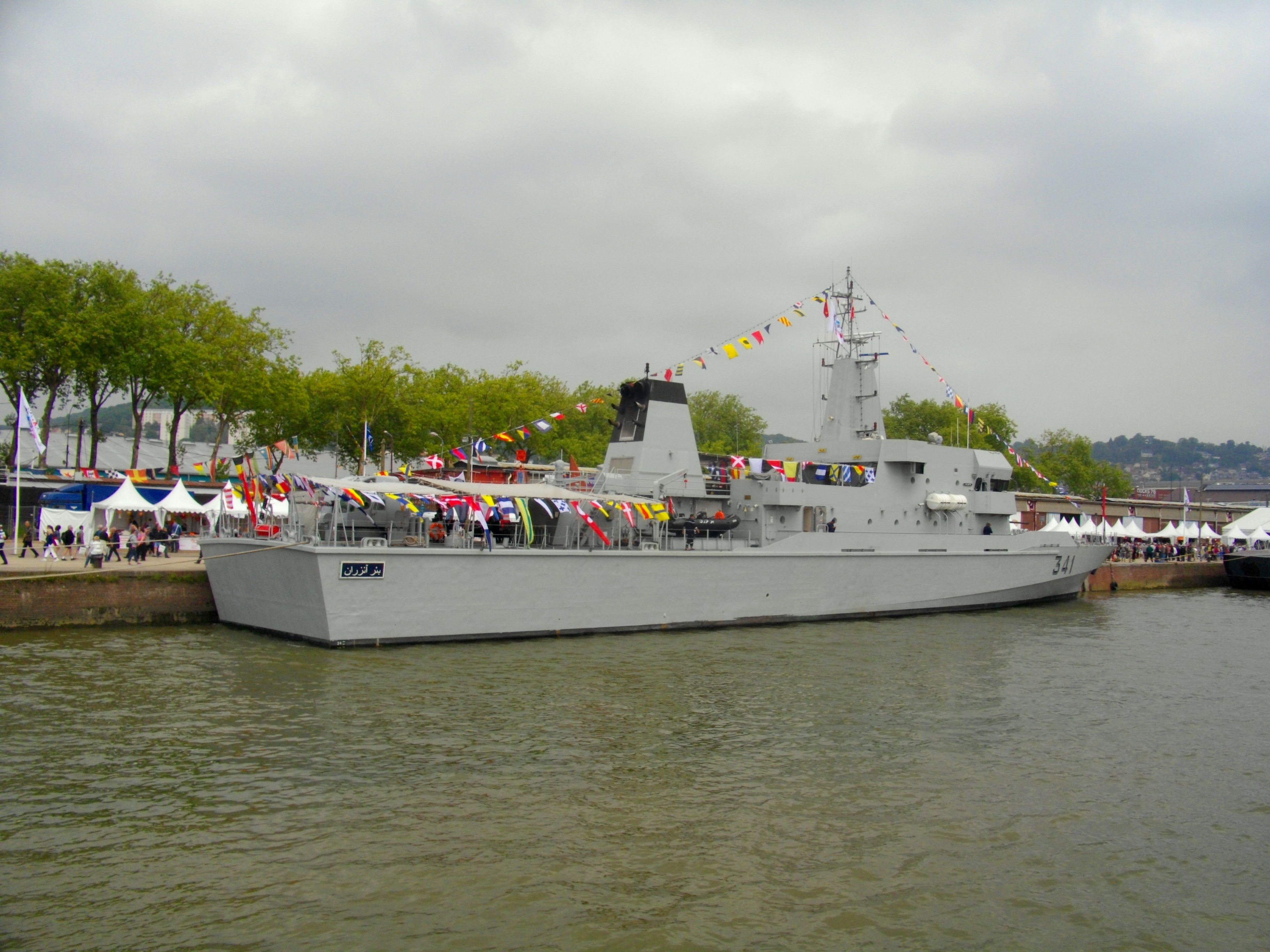
la Bir Anzarane a Rouen 2013.
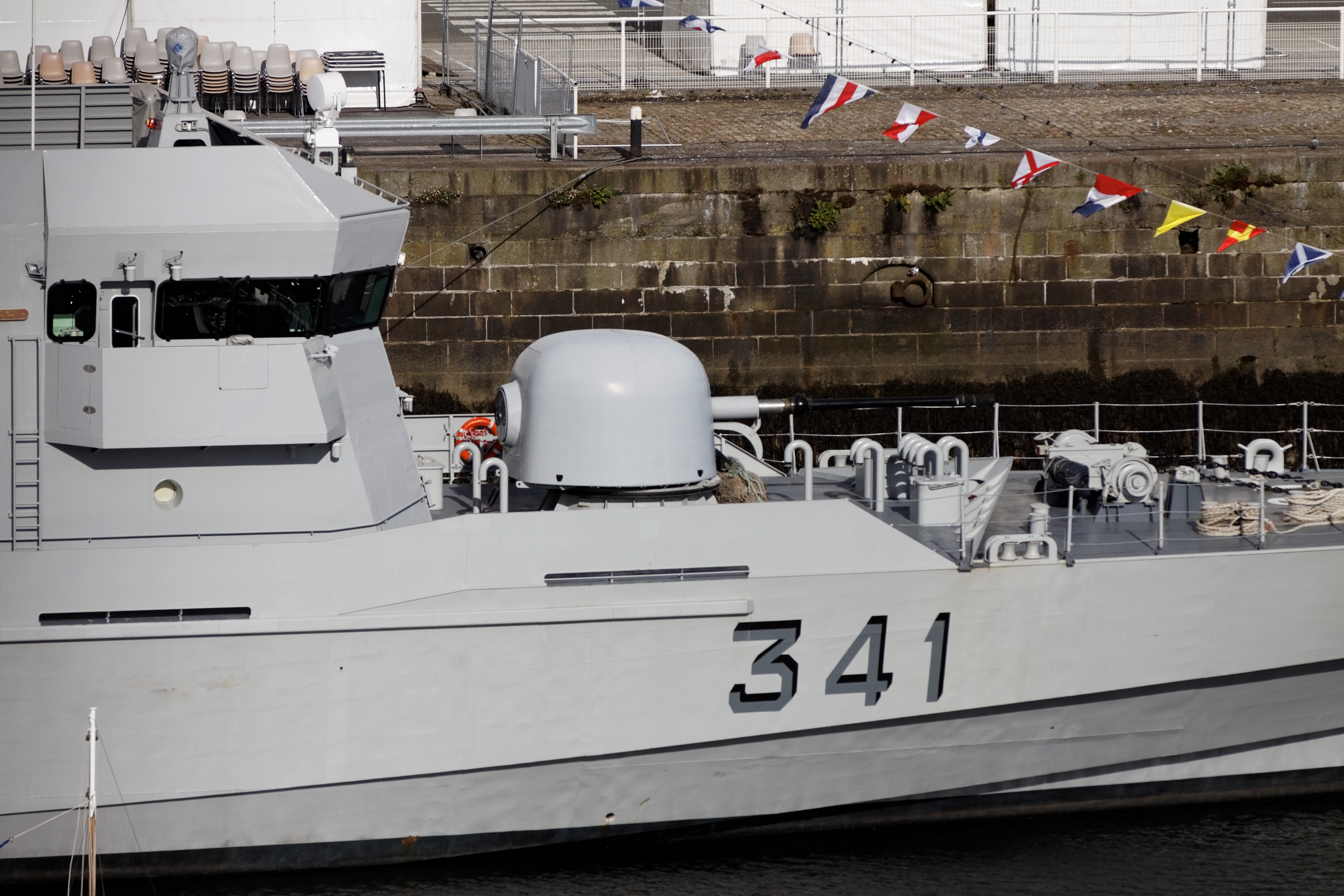
la Bir Anzarane a Brest 2012.
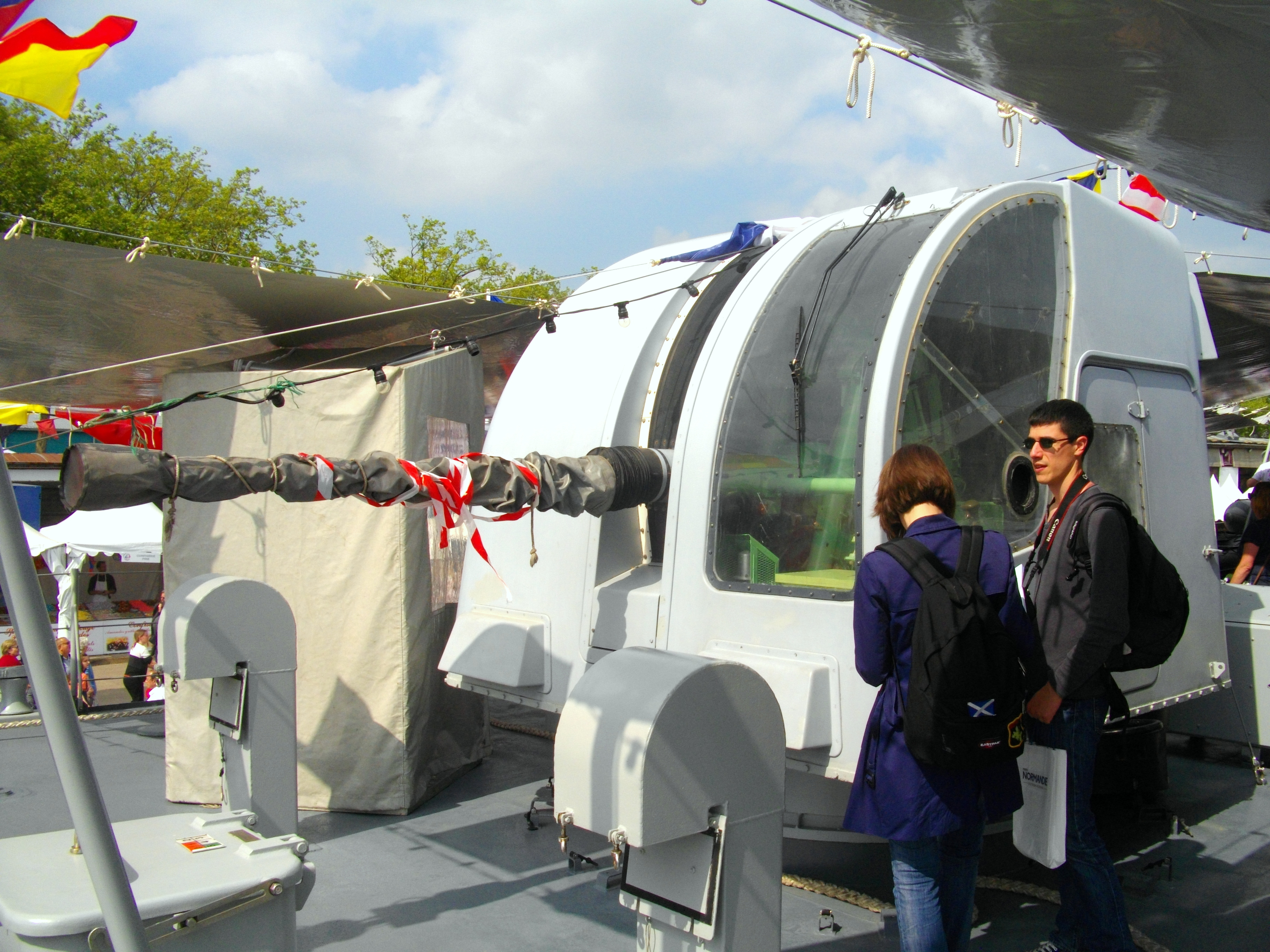
la Bir Anzarane, Otobreda 76 millimetri.
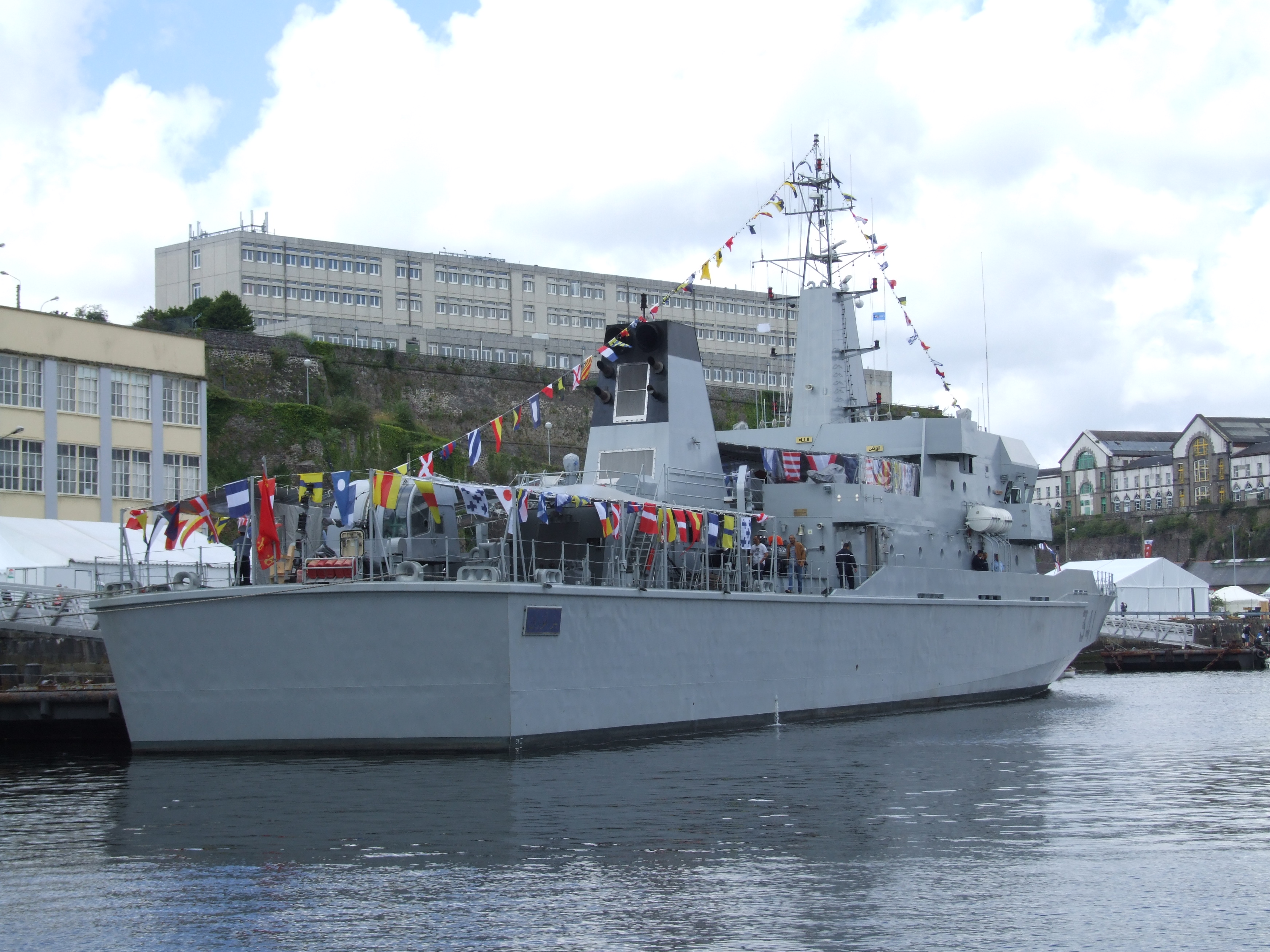
la Bir Anzarane a Brest 2012.